# 三好ヶ丘駅
三好ケ丘駅（みよしがおかえき）は、愛知県みよし市三好丘二丁目にある、名古屋鉄道豊田線の駅である。駅番号はTT03。

## 歴史
計画時の仮称は福谷（うきがい）駅だった。
- 1979年（昭和54年）7月29日 - 開業。当時は無人駅[2]。
- 1994年（平成6年）4月16日 - 駅舎を設置し、駅員配置[3][4]。
- 2003年（平成15年）10月1日 - トランパス使用開始に伴い駅集中管理システム導入。
- 2007年（平成19年）3月16日 - バリアフリー化工事完了。車椅子対応エレベーター3基（三菱製）、オストメイト対応トイレを新設。
- 2011年（平成23年）2月11日 - ICカード乗車券「manaca」供用開始。
- 2012年（平成24年）2月29日 - トランパス供用終了。
- 2022年（令和4年）3月1日  - 再度終日無人化[5]。

## 駅構造
相対式2面2線ホームの高架駅である。開業当初は無人駅だったが、その後乗客の増加により駅舎を設置して、駅員が配置されるようになった。窓口の営業時間は2020年（令和2年）5月25日より7:30～20:30で、それ以外の時間は無人駅だったが、2022年（令和4年）3月1日から再び終日無人駅となった。駅集中管理システムによって豊田市駅から遠隔管理されている。
豊田市方には非電化の留置線があり、保線車両を停泊させるスペースとして利用されている。

### のりば
| 番線 | 路線      | 方向 | 行先                     |
| ---- | --------- | ---- | ------------------------ |
| 1    | TT 豊田線 | 下り | 豊田市ゆき               |
| 2    | TT 豊田線 | 上り | 赤池・伏見・上小田井方面 |

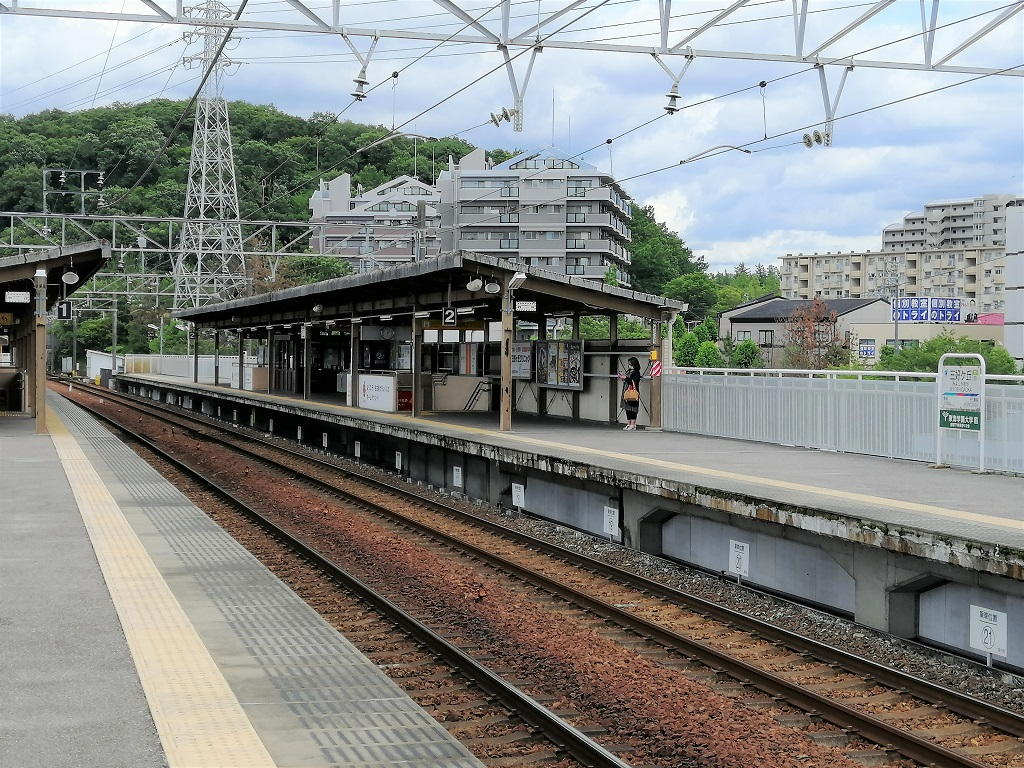
ホーム
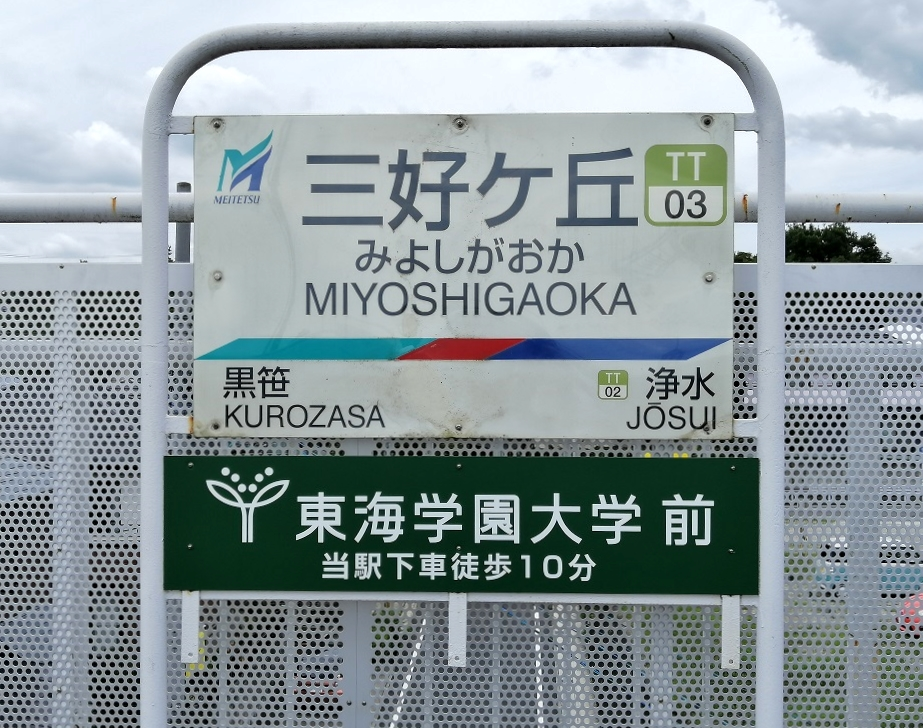
駅名標

### 配線図
| ← 赤池方面 | 三好ヶ丘駅 構内配線略図 | → 豊田市方面 |
| 凡例 出典: |                         |              |

## 利用状況
市の北部にあるため市街地やみよし市役所からは離れている。三好丘地域からの通勤通学のための市民の足であると同時に、付近にある2つの大学へのスクールバス接続による通学利用の色も強い駅である。
- 『移動等円滑化取組報告書』によると、2020年度の1日平均乗降人員は6,980人である[9]。
- 『名鉄120年：近20年のあゆみ』によると2013年度当時の1日平均乗降人員は9,167人であり、この値は名鉄全駅（275駅）中45位、 豊田線（8駅）中3位であった[10]。
- 『名古屋鉄道百年史』によると1992年度当時の1日平均乗降人員は2,326人であり、この値は岐阜市内線均一運賃区間内各駅（岐阜市内線・田神線・美濃町線徹明町駅 - 琴塚駅間）を除く名鉄全駅（342駅）中161位、 豊田線（8駅）中7位であった[11]。

『愛知県統計年鑑』、『みよしものしり専科』各号によると、乗車人員の推移は以下の通りである。
| 年                 | 年間乗車人員 | 年間乗車人員 | 一日平均 乗車人員 | 備考        |
| 年                 | 総数         | 定期         | 一日平均 乗車人員 | 備考        |
| ------------------ | ------------ | ------------ | ----------------- | ----------- |
| 1979（昭和54）年度 | 66992        | 31800        | 282               | 7月29日開業 |
| 1980（昭和55）年度 | 68014        | 51300        | 189               | [ 13 ]      |
| 1981（昭和56）年度 | 78668        | 55830        | 218               | [ 14 ]      |
| 1982（昭和57）年度 | 77998        | 58260        | 216               | [ 15 ]      |
| 1983（昭和58）年度 | 86707        | 61140        | 240               | [ 16 ]      |
| 1984（昭和59）年度 | 93124        | 60210        | 257               | [ 17 ]      |
| 1985（昭和60）年度 | 96335        | 57660        | 266               | [ 18 ]      |
| 1986（昭和61）年度 | 87420        | 54150        | 241               | [ 19 ]      |
| 1987（昭和62）年度 | 93319        | 63960        | 258               | [ 20 ]      |
| 1988（昭和63）年度 | 118592       | 87780        | 328               | [ 21 ]      |
| 1989（平成元）年度 | 150872       | 117120       | 417               | [ 22 ]      |
| 1990（平成02）年度 | 217512       | 179640       | 603               | [ 23 ]      |
| 1991（平成03）年度 | 287001       | 244200       | 795               | [ 24 ]      |
| 1992（平成04）年度 | 392965       | 332040       | 1089              | [ 25 ]      |
| 1993（平成05）年度 | 508653       | 393720       | 1409              | [ 26 ]      |
| 1994（平成06）年度 | 653244       | 431970       | 1806              | [ 27 ]      |
| 1995（平成07）年度 | 808633       | 553710       | 2235              | [ 28 ]      |
| 1996（平成08）年度 | 867451       | 592620       | 2399              | [ 29 ]      |
| 1997（平成09）年度 | 932879       | 654000       | 2581              | [ 30 ]      |
| 1998（平成10）年度 | 1022888      | 716160       | 2829              | [ 31 ]      |
| 1999（平成11）年度 | 1092302      | 770040       | 3019              | [ 32 ]      |
| 2000（平成12）年度 | 1114897      | 794340       | 3085              | [ 33 ]      |
| 2001（平成13）年度 | 1101199      | 765810       | 3046              | [ 34 ]      |
| 2002（平成14）年度 | 1102579      | 753540       | 3049              | [ 35 ]      |
| 2003（平成15）年度 | 1142595      | 778440       | 3157              | [ 36 ]      |
| 2004（平成16）年度 | 1175600      | 795510       | 3251              | [ 37 ]      |
| 2005（平成17）年度 | 1241041      | 840030       | 3432              | [ 38 ]      |
| 2006（平成18）年度 | 1242521      | 831540       | 3436              | [ 39 ]      |
| 2007（平成19）年度 | 1269053      | 839880       | 3506              | [ 40 ]      |
| 2008（平成20）年度 | 1331926      | 884940       | 3683              | [ 41 ]      |
| 2009（平成21）年度 | 1393055      | 955560       | 3853              | [ 42 ]      |
| 2010（平成22）年度 | 1458723      | 1016730      | 4035              | [ 43 ]      |
| 2011（平成23）年度 | 1554555      |              |                   | [ 44 ]      |
| 2012（平成24）年度 | 1598686      |              |                   | [ 44 ]      |
| 2013（平成25）年度 | 1653311      |              |                   | [ 44 ]      |
| 2014（平成26）年度 | 1632445      |              |                   | [ 44 ]      |
| 2015（平成27）年度 | 1734174      |              |                   | [ 45 ]      |
| 2016（平成28）年度 | 1773811      |              |                   | [ 45 ]      |
| 2017（平成29）年度 | 1811545      |              |                   | [ 45 ]      |
| 2018（平成30）年度 | 1829013      |              |                   | [ 45 ]      |
| 2019（令和元）年度 | 1816189      |              |                   | [ 46 ]      |
| 2020（令和02）年度 | 1258424      |              |                   |             |

## 駅周辺

### 河川
- 境川

### 主な施設
- 東海学園大学 三好キャンパス
- トヨタスポーツセンター
- さなげカントリークラブ
- 三好ヶ丘郵便局
- みよし市立三好丘中学校
- みよし市立三好丘小学校
- 東海医療工学専門学校
- 東海医療福祉専門学校
- 愛知県道54号豊田知立線
- 名古屋刑務所

### 周辺の道路愛称名
- 三好丘通り
- 三好丘北通り

### バス路線
コミュニティバス
- さんさんバス：さつきライン、いいじゃんライン
- 三好ヶ丘ループバス

スクールバス
- 愛知学泉大学
- 東海学園大学
- 日本赤十字豊田看護大学

## 隣の駅
名古屋鉄道
TT 豊田線
黒笹駅（TT04） - 三好ケ丘駅（TT03） - 浄水駅（TT02）